# Sandra Samuel
Sandra Samuel. född cirka 1964, är en indisk barnflicka som räddade livet på tvåårige Moshe Holtzberg under terroristattackerna i Bombay 2008. Israels regering planerar att prisa Samuel med titeln Rättfärdig bland folken.
Samuel räddade Moshe då Nariman House attackerades. Båda Moshes föräldrar dödades i attacken. Samuel tog sedan hand om pojken i Israel. 

### Fotnoter
1. ↑  ”Israel awaits Mumbai attack dead”. BBC. 1 december 2008. http://news.bbc.co.uk/2/hi/middle_east/7758332.stm. Läst 6 december 2008.
2. ↑  ”Chabad toddler’s caretaker to arrive in Israel”. Jewish Telegraphic Agency. 30 november 2008. http://jta.org/news/article/2008/11/30/1001252/chabad-toddlers-caretaker-to-arrive-in-israel. Läst 5 december 2008.